# シルヴェストロ・レーガ
シルヴェストロ・レーガ（Silvestro Lega、1826年12月8日 - 1895年9月21日 ）はイタリアの画家である。フィレンツェの芸術家を中心とする「マッキア派」の画家の一人に位置づけられる。

## 略歴
フォルリ＝チェゼーナ県のモディリアーナ(Modigliana)の豊かな家に生まれた。1843年にフィレンツェの美術学校に入学しポラストリーニ(Enrico Pollastrini)に学び、ルイージ・ムッシーニの私塾の学生にもなった。1848年から1849年の第一次イタリア独立戦争にレーガはムッシーニとともにジュゼッペ・ガリバルディの軍に義勇兵として参加するが、この戦いは共和国軍の敗北となった。この敗北の後、ムッシーニはパリに移り、レーガは、美術学校に戻り、アントニオ・チゼリの画塾でも学んだ。1850年の作品で注目され、1852年に展覧会で賞を得た。
1850年代半ば、フィレンツェの芸術家たちのたまり場であった「カッフェ・ミケランジョロ」に常に出入りするようになり、「マッキア派」を形成する、ジョヴァンニ・ファットーリやテレマコ・シニョリーニ、フランチェスコ・サヴェリオ・アルタムーラらと友人になった。
1850年代半ばからに、モディリアーナなどの教会の装飾画を描くようになり、ロマン主義の影響も見られるようになり、1861年にフィレンチェで開かれた展覧会には、イタリア独立戦争の場面を描いた作品も出展したが、1861年以降はおもに風景画や風俗画を明るい色調で描いた。
1870年代に入り結核を患い、1972年に視力の急激な悪化のため、しばらく絵の製作をやめるが、1880年から再び描き始め、より印象派のスタイルに近づいた作品を描いた。
1895年にフィレンツェで死去した。

## 作品

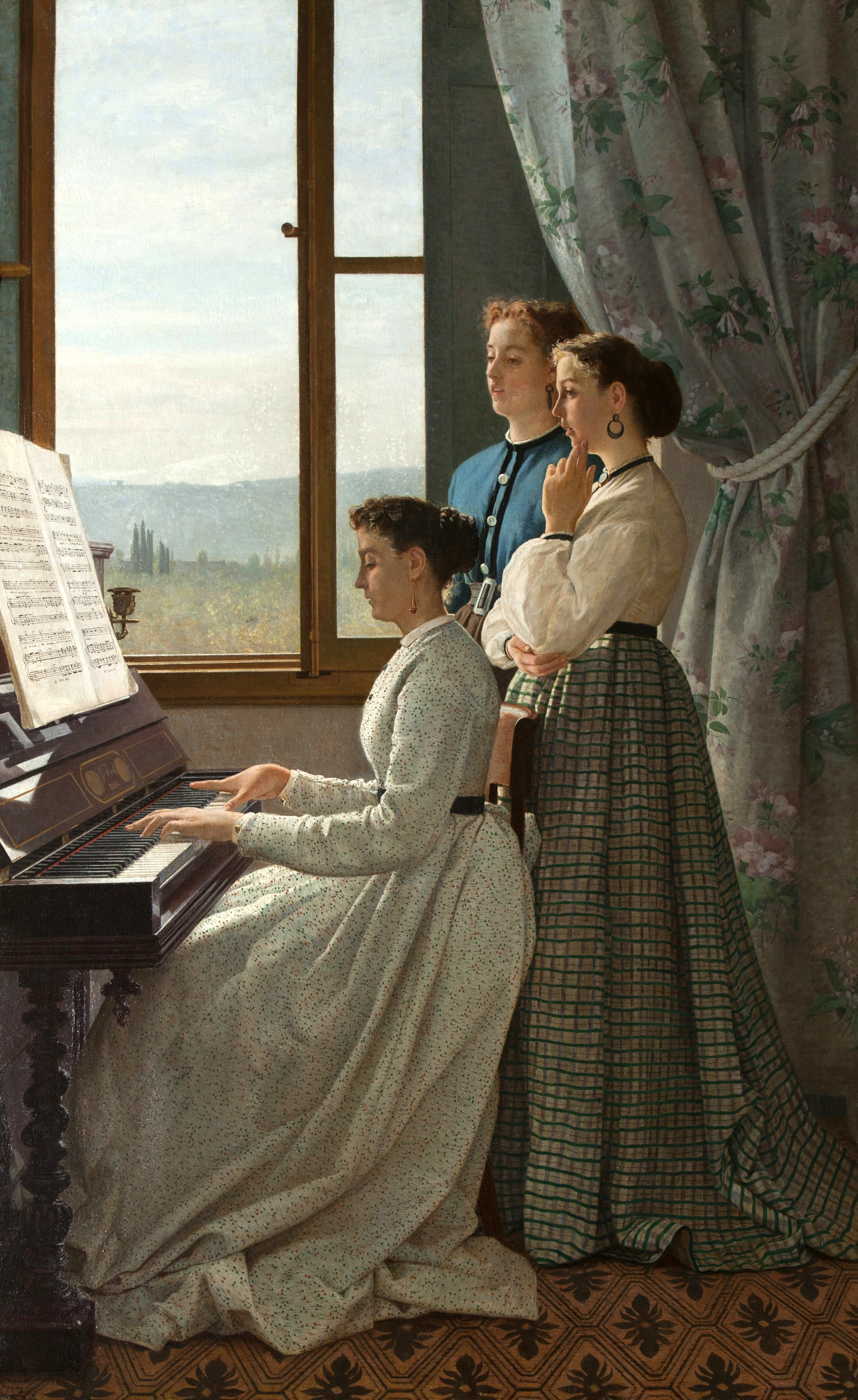
Il canto di uno stornello (1868)
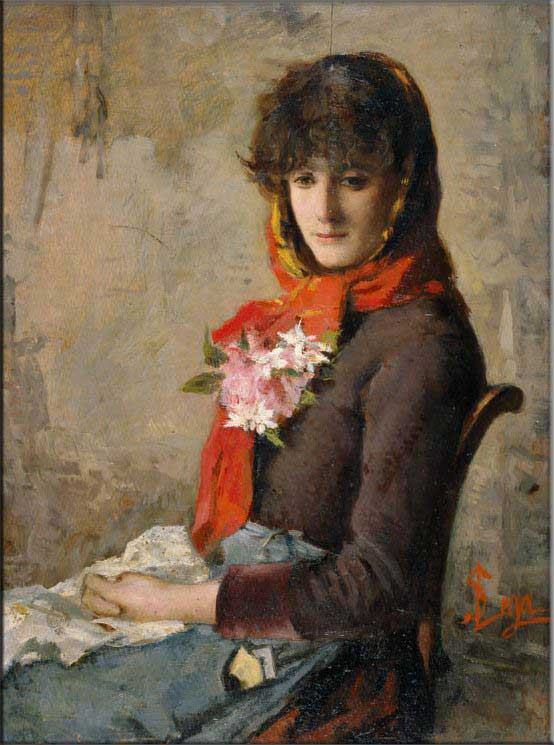
クレスピーナの少女
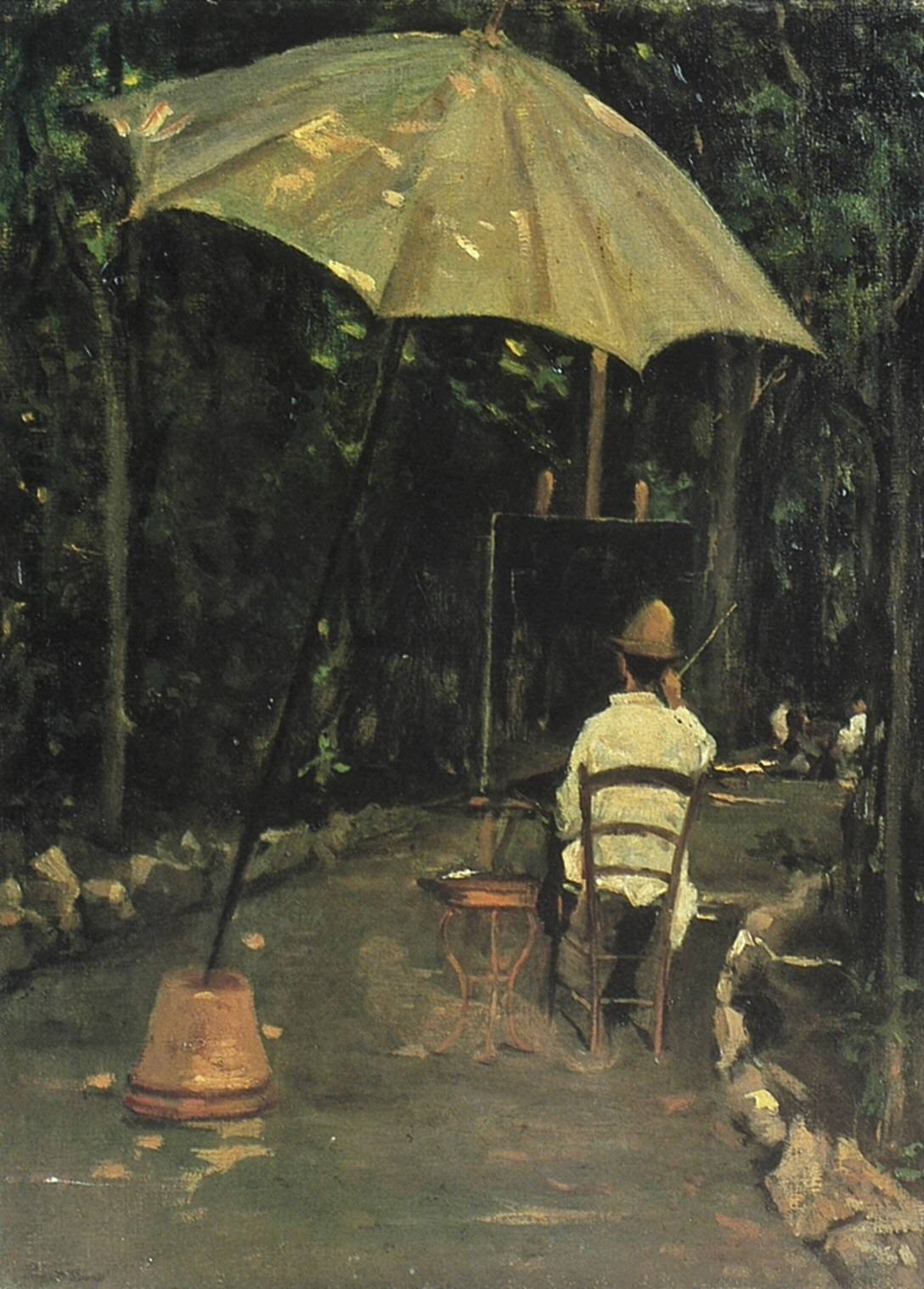
庭で絵を描く画家トンマージ(Ludovico Tommasi)
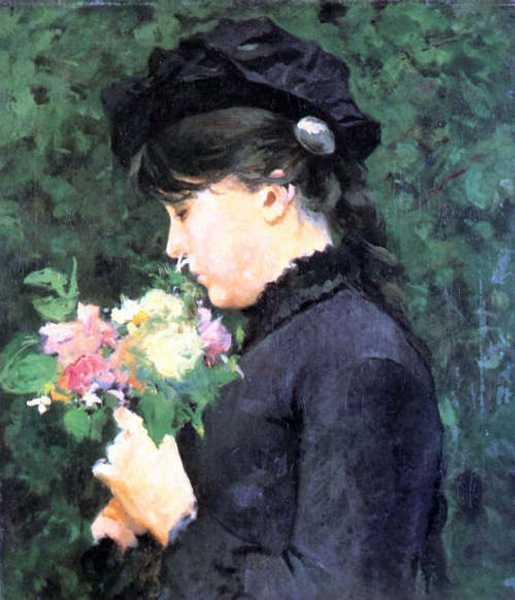
Eleonora Tommasi(1881)

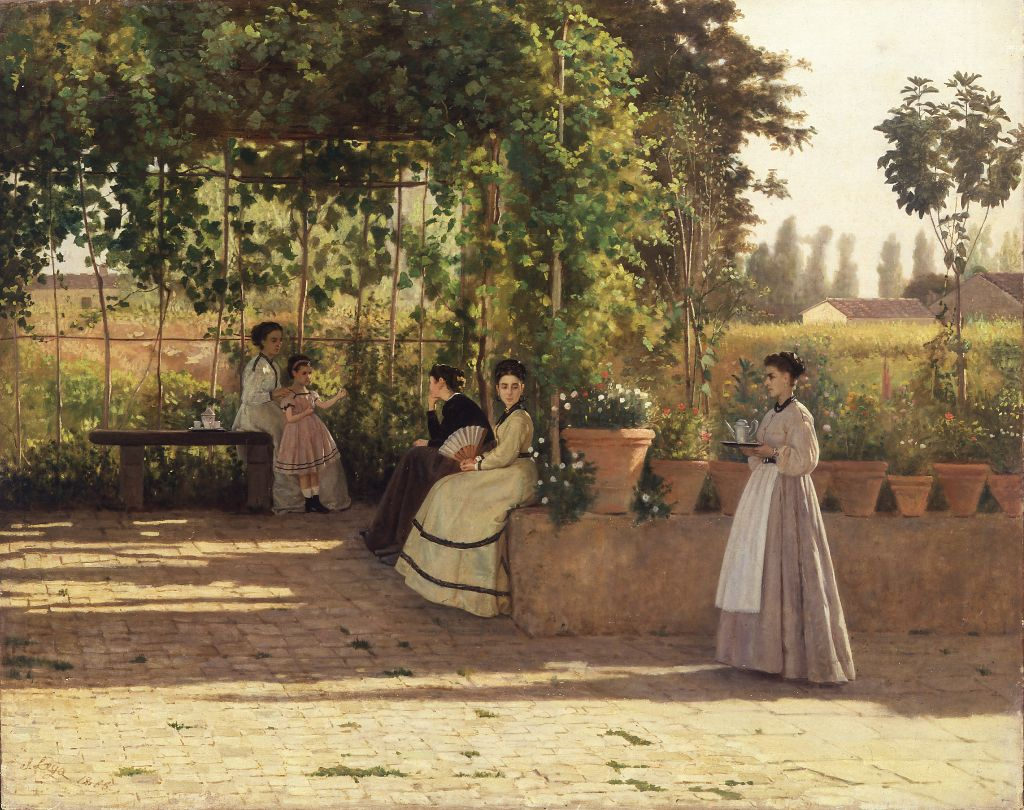
Il pergolato(1860)
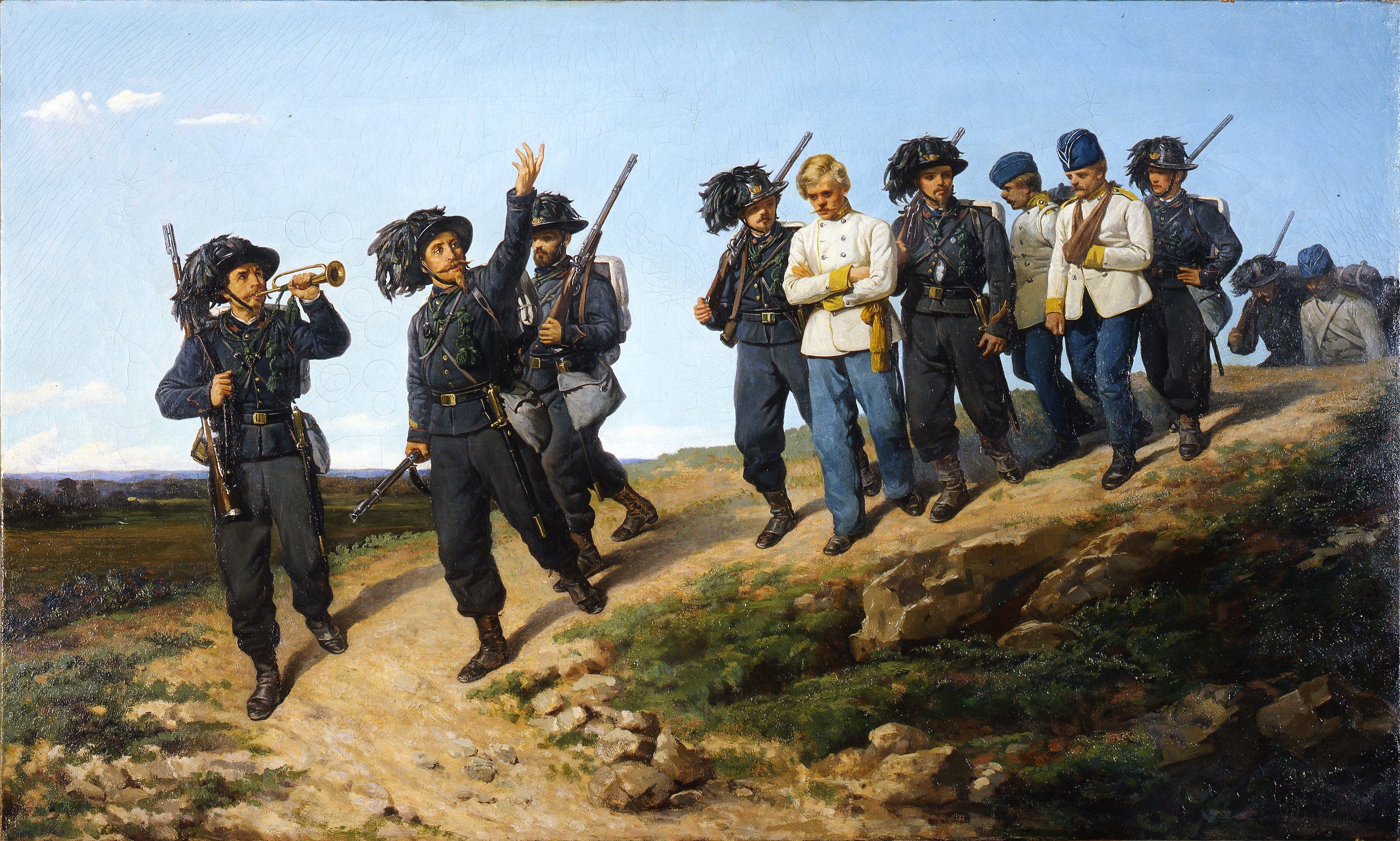
偵察から戻るイタリア兵
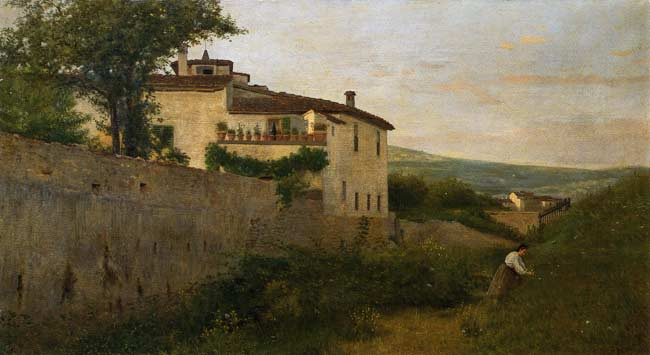
Piagentinaの風景